# Sadduzäerfrage
Sadduzäerfrage (auch: Auferstehungsfrage) bezeichnet eine Frage, die in den synoptischen Evangelien der christlichen Bibel überliefert ist (Mk 12,18–27 , Mt 22,23–33 , Lk 20,27–40 ).

## Inhalt der Frage
Die Sadduzäer, eine jüdische Gruppierung zur Zeit Jesu, die die Vorstellung einer Auferstehung ablehnte, stellen Jesus eine Frage, in der sie versuchen, mit Hilfe eines Falles, der im Buch Tobit erzählt ist (Tob 3,7f ) und auf die Schwagerehe Bezug nimmt, die These der Auferstehung ad absurdum zu führen: Wenn eine Frau der Reihe nach mit allen sieben Brüdern einer Familie verheiratet gewesen sei, aber am Ende nach ihren Ehemännern kinderlos stirbt, wessen Frau wäre sie dann nach der Auferstehung?
Jesus führt zum einen die Fragestellung an sich auf ein Fehlverständnis des mosaischen Gesetzes zurück: „Ihr irrt, weil ihr weder die Schrift kennt noch die Kraft Gottes. Wenn sie von den Toten auferstehen werden, so werden sie weder heiraten noch sich heiraten lassen […]“
Zusätzlich geht Jesus aber auch auf das zugrundeliegende Anliegen der Frage nach dem Wesen der Auferstandenen ein. Nach seiner Aussage werden sie „sein wie die Engel im Himmel“ (Mk 12,25 ). Diese kommunizierte Antwort auf die Frage der Sadduzäer versetzte die zeitgenössischen Zuhörer in tiefes Erstaunen (Mt 22,33 ).

## Deutungen
Zu der Frage der Sadduzäer bemerkte Jesus, dass sie weder die Schriften kannten noch die Macht Gottes, der die Toten lebendig machen könne.
Die Sadduzäerfrage zielte auf die Widerlegung der These einer Auferstehung ab. Jesus seinerseits liefert nun einen Schriftbeweis für die Auferstehung mit Hilfe der Dornbuschszene. Zu einem Zeitpunkt, als Abraham, Isaak und Jakob längst verstorben waren, redete Gott zu Moses „Ich bin der Gott Abrahams und der Gott Isaaks und der Gott Jakobs.“ – Jesus interpretiert diese Stelle im Sinne der Auferstehung der Toten, denn: „Gott ist nicht ein Gott der Toten, sondern der Lebendigen“.
Über die Nähe der Sadduzäerfrage zur Frage nach der Sexualität der Auferstandenen und die möglichen Auslegungen der Sadduzäerfrage gibt unter anderem Otto Schwankl einen ausführlichen Überblick. Dabei kann die Sexualität als ein inhärenter Aspekt des Mensch-Seins und der exklusiv-individuellen menschlichen Kommunikation angesehen werden, der in der Auferstehung sich „Kraft des lebendigen Gottes“ (Mk 12,27  par.) fortsetzen, vervollkommnen oder auch aufgehoben werden könne.